# Évelyne Dassas
Pour les articles homonymes, voir Dassas.
Évelyne Dassas, de son vrai nom Évelyne Pierrette Louise Christodoulou, est une comédienne française née le 11 décembre 1940 à Paris.

## Biographie
Elle est diplômée du Conservatoire national supérieur d'art dramatique de Paris.

## Filmographie
- 1958 : Un jour comme les autres de Paul Bordry
- 1960 : Dynamite Jack de Jean Bastia
- 1961 : Les Livreurs de Jean Girault
- 1962 : La Prostitution de Maurice Boutel
- 1963 : Les Bricoleurs de Jean Girault
- 1964 : Comment épouser un premier ministre de Michel Boisrond
- 1964 : Une souris chez les hommes (ou Un drôle de caïd) de Jacques Poitrenaud
- 1964 : Le Vampire de Düsseldorf de Robert Hossein
- 1965 : La Tête du client de Jacques Poitrenaud
- 1967 : Au théâtre ce soir : Pour avoir Adrienne de Louis Verneuil, mise en scène Pierre Mondy, réalisation Pierre Sabbagh, Théâtre Marigny
- 1968 : Au théâtre ce soir : Boléro de Michel Duran, mise en scène Alfred Pasquali, réalisation Pierre Sabbagh, Théâtre Marigny
- 1968 : Le Débutant de Daniel Daert
- 1969 : Hibernatus d'Édouard Molinaro et de Pierre Cosson : l'assistante du professeur Bibolini
- 1969 : La Provocation d'André Charpak
- 1969 : Qu'est-ce qui fait courir les crocodiles ? de Jacques Poitrenaud
- 1969 : Le Gang des otages d'Édouard Molinaro
- 1969 : Au théâtre ce soir : La mariée est trop belle de Michel Duran, mise en scène Jacques Mauclair, réalisation Pierre Sabbagh, Théâtre Marigny
- 1970 : Au théâtre ce soir : Et l'enfer Isabelle ? de Jacques Deval, mise en scène Jacques Mauclair, réalisation Pierre Sabbagh, Théâtre Marigny
- 1971 : Au théâtre ce soir : Caroline de Somerset Maugham, mise en scène Grégoire Aslan, réalisation Pierre Sabbagh, Théâtre Marigny
- 1972 : Les Chemins de fer de Daniel Georgeot
- 1973 : Le Concierge de Jean Girault
- 1974 : Le Protecteur de Roger Hanin
- 1974 : Un curé de choc (26 épisodes de 13 minutes) de Philippe Arnal
- 1974 : Au théâtre ce soir : Il y a longtemps que je t'aime de Jacques Deval, mise en scène Raymond Gérôme, réalisation Georges Folgoas, Théâtre Marigny
- 1975 : Au théâtre ce soir : Les Hannetons d'Eugène Brieux, mise en scène René Clermont, réalisation Pierre Sabbagh, théâtre Édouard VII
- 1975 : Le Faux-cul de Roger Hanin
- 1975 : L’Intrépide de Jean Girault
- 1977 : L'Amant de poche de Bernard Queysanne
- 1977 : Un amour de sable de Christian Lara
- 1979 : Au théâtre ce soir : Tout dans le jardin d'Edward Albee d'après Giles Cooper, mise en scène Michel Bertay, réalisation Pierre Sabbagh, Théâtre Marigny
- 1980 : Journal d'une maison de correction de Georges Cachoux
- 1981 : Au théâtre ce soir : Et l'enfer Isabelle ? de Jacques Deval, mise en scène Raymond Gérôme, réalisation Pierre Sabbagh, Théâtre Marigny
- 1982 : Au théâtre ce soir : Et ta sœur ? de Jean-Jacques Bricaire et Maurice Lasaygues, mise en scène Robert Manuel, réalisation Pierre Sabbagh, Théâtre Marigny
- 1983 : Rock and Torah de Marc-André Grynbaum
- 1985 : Banana's Boulevard de Richard Balducci
- 1985 : Maguy saison 1 : "Tous les couples sont permis"
- 1985 : Les Mondes engloutis de Michel Gauthier : voix
- 1987 : Les Tribulations de Balthasar Kober de Wojciech Has
- 1989 : Bal perdu de Daniel Benoin

## Théâtre
- 1968 : Comme au théâtre de Françoise Dorin, mise en scène Michel Roux, Théâtre des Célestins
- 1970 : Ciel, où sont passées les dattes de tes oasis ? de Roger Hanin, mise en scène Jacques Ardouin, Théâtre de la Potinière
- 1973 : Le Médecin malgré lui de Molière, mise en scène Jean-Marc Thibault, Théâtre Firmin Gémier
- 1981 : Et ta sœur de Jean-Jacques Bricaire et Maurice Lasaygues, mise en scène Robert Manuel, Théâtre Daunou
- 1988 : Quelle famille ! de Francis Joffo, mise en scène de l'auteur, Théâtre Fontaine